# Nho chân voi
Nho chân voi, tên khoa học Cyphostemma elephantopus, là một loài thực vật hai lá mầm trong họ Nho. Loài này được Desc. miêu tả khoa học đầu tiên năm 1963.